# Urschendorf (Herrschaft)
Die Herrschaft Urschendorf war eine Grundherrschaft im Viertel unter dem Wienerwald im Erzherzogtum Österreich unter der Enns, dem heutigen Niederösterreich.

## Ausdehnung
Die Herrschaft umfasste zuletzt die Ortsobrigkeit über Urschendorf, Neusiedl am Steinfelde und St. Egiden. Der Sitz der Verwaltung befand sich im Schloss Saubersdorf.

## Geschichte
Letzter Inhaber der Allodialherrschaft war Karl Ludwig von Bourbon-Parma. In den Reformen 1848/1849 wurde die Herrschaft aufgelöst.